# 安妮·贾金斯
安妮·贾金斯（英語：Anne Judkins，1964年3月1日—），新西兰女子田径运动员，主攻竞走。她曾代表新西兰参加1990年英联邦运动会田径比赛，获得女子10公里竞走银牌。